# Médaille Tiradentes
 (mars 2019).
Si vous disposez d'ouvrages ou d'articles de référence ou si vous connaissez des sites web de qualité traitant du thème abordé ici, merci de compléter l'article en donnant les références utiles à sa vérifiabilité et en les liant à la section « Notes et références ».
La médaille Tiradentes est la plus haute décoration décernée par l’Assemblée législative de l’État de Rio de Janeiro. Son nom vient de Joaquim José da Silva Xavier, aussi appelé Tiradentes, un héros de l’indépendance du Brésil. 
Instituée le 8 août 1989, elle récompense les services pertinents à la cause publique de cet État de la fédération. Elle n’est remise qu’une fois par an, le 21 avril, date anniversaire du martyre en 1792 de Tiradentes.

## Quelques récipiendaires
- Beatriz Moreira Costa
- Benito di Paula